# Itō Hirobumi

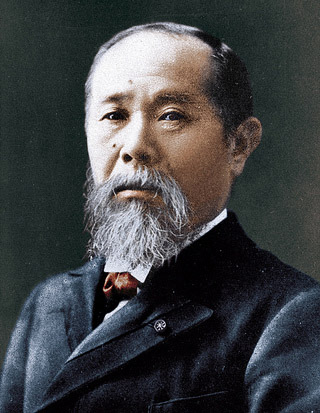
Itō Hirobumi

Kōshaku Itō Hirobumi (japanisch 伊藤 博文, bzw. in respektvoller Lesung Itō Hakubun; * 16. Oktober 1841 (traditionell: Tempō 12/9/2) in Tsukari, Provinz Suō; † 26. Oktober 1909 in Harbin) war ein Samurai und japanischer Politiker der Zeit des Bakumatsu und in der Anfangsphase des Japanischen Kaiserreiches. Itō wurde im Jahr 1885 der erste Premierminister von Japan und bekleidete dieses Amt bis 1901 insgesamt viermal. Er war eine der bedeutendsten Persönlichkeiten der Meiji-Zeit, in der Japan zur imperialistischen Großmacht in Ostasien wurde.

## Leben
Itō Hirobumi war der adoptierte Sohn eines Samurai aus dem Fürstentum Chōshū in der heutigen Präfektur Yamaguchi. Er besuchte 1858 die Privatschule Shōkasonjuku in Hagi und wurde durch deren Lehrer Yoshida Shōin schnell ein Anhänger der Restauration der Macht des Tennō.

### Erster Kontakt mit dem Westen
1863 erhielt er den gesellschaftlichen Rang eines Samurai. Bei einer illegalen Reise nach London im selben Jahr wurde ihm die Notwendigkeit bewusst, Japan zu modernisieren, indem man sich am Vorbild des „Westens“ orientierte. 1864 kehrte er zusammen mit Inoue Kaoru nach Japan zurück, um den Samurai-Clan von Chōshū vor einem Krieg mit den Fremden um die Passagerechte der Shimonoseki-Straße zu warnen. In dieser Zeit traf er den britischen Diplomaten Ernest Satow zum ersten Mal, mit dem er sein späteres Leben lang befreundet war.

### Gouverneur und Ministerämter

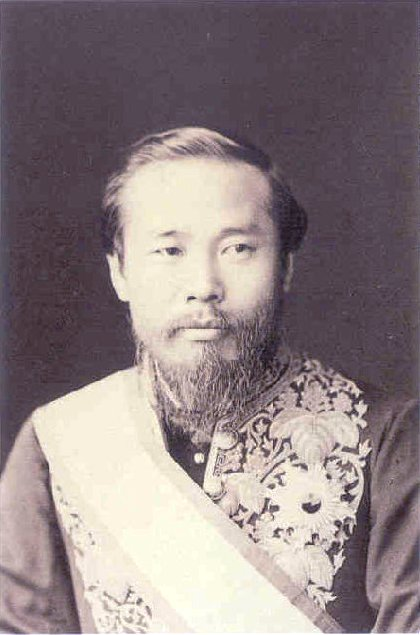
Itō Hirobumi

Nach der Meiji-Restauration war Itō von 1868 bis 1869 der erste Gouverneur von Hyōgo, 1871 einer der hochrangigen Teilnehmer der Iwakura-Mission. Die Idee, Japan zu einer konstitutionellen Monarchie zu machen, erhielt er auf dieser Reise. 
1873 wurde Itō vollwertiges Ratsmitglied und Minister für öffentliche Arbeiten. 
Nach dem Tod von Ōkubo Toshimichi im Jahr 1878 wurde er Innenminister und bestimmte die Regierung Japans entscheidend mit. Er war im Gegensatz zu seinem Vorgänger ein konservativer Politiker und für die Einführung einer autoritären Verfassung, die stark an die preußische Verfassung angelehnt war.
1881 forderte er den damaligen Finanzminister Ōkuma Shigenobu zum Rücktritt auf und übernahm dessen Amt. Er leitete eine Reihe von Missionen, welche die Aufgabe hatten, die Organisation verschiedener westlicher Staaten zu untersuchen. 1882 studierte er an den Universitäten von Berlin und Wien bei Rudolf von Gneist, Albert Mosse und Lorenz von Stein Gesellschaftswissenschaften. 
Seit der Neuordnung des Adels 1884 war Itō hakushaku (Graf). 1885 unterzeichnete er den Vertrag von Tientsin mit dem Kaiserreich China. In der Innenpolitik schaffte er den Dajōkan als bestimmendes Organ des japanischen Staates ab und etablierte stattdessen 1885 die "Sangi-in", ein durch verschiedene Minister besetztes Kabinett, dessen erster Premierminister er wurde.

### Premierminister und Vorsitzender des Geheimen Rates
Itō Hirobumi bekleidete insgesamt viermal das Amt des japanischen Premierministers:
- erste Amtsperiode: 22. Dezember 1885 bis 30. April 1888
- zweite Amtsperiode: 8. August 1892 bis 31. August 1896
- dritte Amtsperiode: 12. Januar 1898 bis 30. Juni 1898
- vierte Amtsperiode: 19. Oktober 1900 bis 10. Mai 1901

Er überwachte die Ausarbeitung der Meiji-Verfassung von 1889 und wurde im selben Jahr Genrō. Er blieb der Vorsitzende des Geheimen Rates, während Kuroda Kiyotaka und Yamagata Aritomo das Amt des Premierministers innehatten. Nach der Einberufung des Reichstags gemäß der Verfassung 1890 war Itō bis 1891 Mitglied und erster Präsident des Kizokuin (Oberhaus des Reichstags). 
In seiner zweiten Amtszeit als Premierminister unterstützte er die Entstehung des Ersten Japanisch-Chinesischen Krieges  (1894–1895) und unterzeichnete zusammen mit dem Außenminister Mutsu Munemitsu den Vertrag von Shimonoseki, der diesen Krieg zugunsten Japans beendete. 1895 wurde er zum kōshaku (Markgraf) erhoben und damit erneut Mitglied des Kizokuin.
Nach seiner dritten Amtszeit gründete er 1900 die konservative Partei Rikken Seiyūkai. Während seiner dritten und vierten Amtszeit als Premierminister versuchte er ein Abkommen über Einflusssphären in Ostasien mit Russland zu ermöglichen, wurde jedoch von militaristischen Politikern verdrängt. 

### Generalresident Koreas unter japanischer Herrschaft
Nach dem gewonnenen Russisch-Japanischen Krieg (1904–1905) begann Japan die Kolonisation Koreas und Korea wurde 1905 japanisches Protektorat. Von 1905 bis 1909 war Itō erster Generalresident Koreas. In dieser Position trieb er die schrittweise Annexion voran und zwang 1907 den koreanischen Kaiser Gojong zur Abdankung zugunsten seines Sohnes Sunjong. Durch das von ihm initiierte koreanisch-japanische Abkommen von 1907 erlangte Japan bereits erhebliche Kontrolle über die koreanische Innenpolitik. Im selben Jahr wurde er zum kōshaku (Herzog/Fürst) erhoben.
Im Juni 1909 trat er als Generalresident zurück und wurde erneut Vorsitzender des Geheimen Rates.

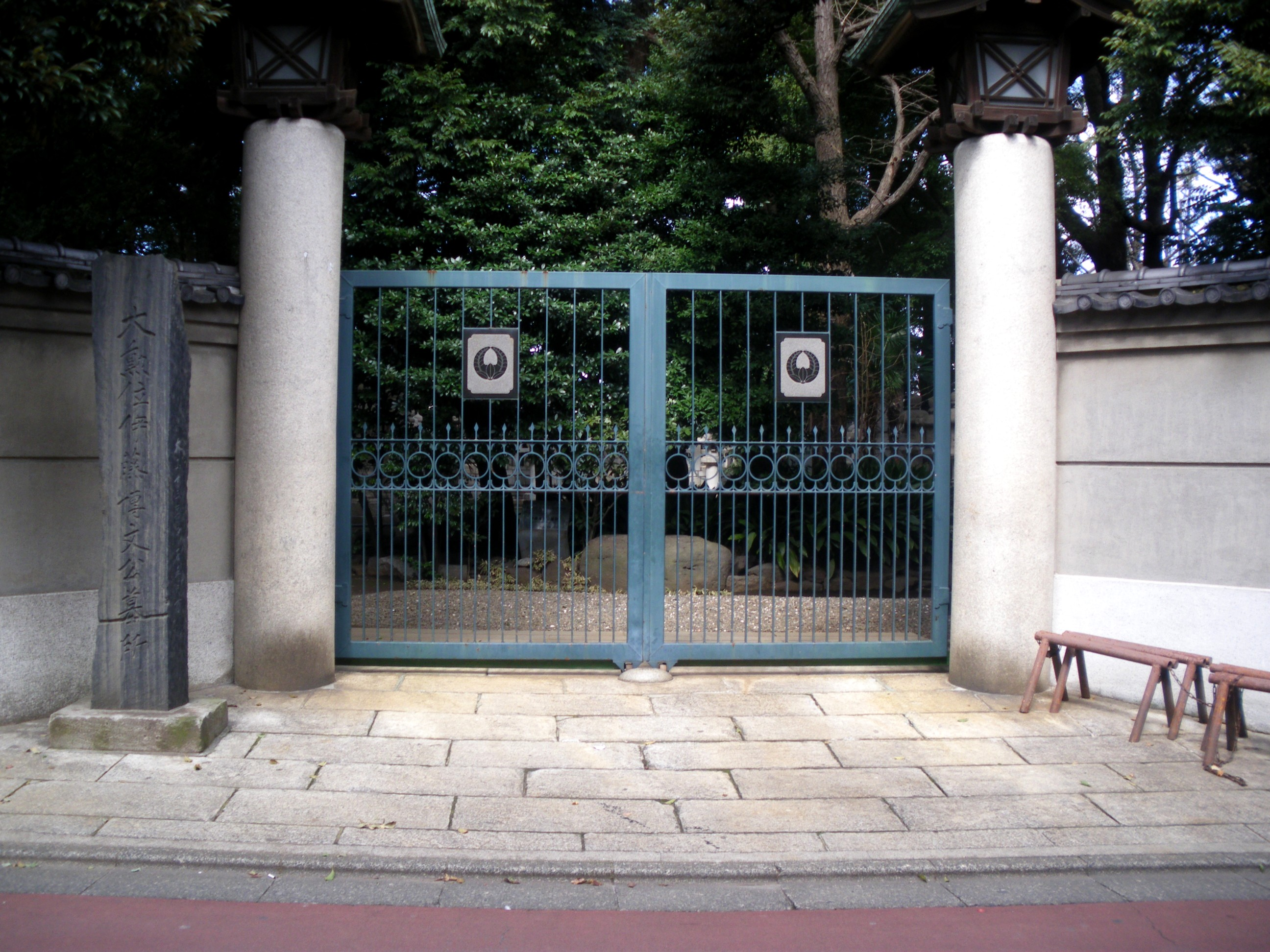
Eingang zum Grab Itō Hirobumis

### Ermordung
1909 wurde Itō Hirobumi von dem koreanischen Nationalisten und Unabhängigkeitskämpfer An Chung-gun in Harbin (Mandschurei) erschossen. Sein Grab liegt in Ōimachi, Shinagawa, Tokio. In der Nähe steht ein Shintō-Schrein, in dem er als Kami verehrt wird.